# 赤城町 (名古屋市)
赤城町（あかしろちょう）は、愛知県名古屋市西区の地名。丁番を持たない単独町名である。住居表示未実施。

## 地理
名古屋市西区北部に位置する。東は花原町・宝地町、西は八筋町、南は五才美町、北は玉池町に接する。

## 歴史

### 沿革
- 1972年（昭和47年） - 西区山田町上小田井および山田町大野木の各一部より同区赤城町として成立[1]。

## 世帯数と人口
2019年（平成31年）2月1日現在の世帯数と人口は以下の通りである。
| 町丁   | 世帯数  | 人口    |
| ------ | ------- | ------- |
| 赤城町 | 594世帯 | 1,292人 |

## 学区
市立小・中学校に通う場合、学校等は以下の通りとなる。また、公立高等学校に通う場合の学区は以下の通りとなる。
| 番・番地等 | 小学校               | 中学校               | 高等学校 |
| ---------- | -------------------- | -------------------- | -------- |
| 全域       | 名古屋市立山田小学校 | 名古屋市立山田中学校 | 尾張学区 |

## 交通

### 鉄道
- JR東海交通事業城北線 - 町域北端を東西に通過するが駅はない。

### バス
- 名古屋市営バス（名古屋市交通局）
  - 山田東中学校停留所[9]
    - イのりば - □小田11号系統（上小田井駅行）

### 道路
- 国道302号（名古屋環状2号線、名古屋第二環状自動車道）
- 愛知県道451号名古屋外環状線

## 施設
- コープあいち西センター

## その他

### 日本郵便
- 郵便番号 : 452-0813[4]（集配局：名古屋西郵便局[10]）。